# Luitgarde de Luxembourg
Luitgarde ou Lietgarde de Luxembourg née en 955 à Bruxelles, elle est la fille de Sigefroid de Luxembourg et de Hedwige (937-992). 

## Biographie
Elle épouse en mai 980, Arnould de Frise occidentale. Ensemble ils ont :
- Adélaïde († vers 1045), mariée à Baudouin II, comte de Boulogne, puis à Enguerrand Ier, comte de Ponthieu ;
- Thierry III (vers 980 † 1044) ;
- Sigefroy (vers 980 † 1030).

Elle meurt le 14 mai 1005,.